# Mill Creek Brook
Mill Creek Brook (do 4 maja 1976 Mill Creek) – strumień (brook) w kanadyjskiej prowincji Nowa Szkocja, w hrabstwie Kings, płynący w kierunku wschodnim i uchodzący do zatoki Mill Creek; nazwa Mill Creek urzędowo zatwierdzona 5 lipca 1951 (dla cieku obejmującego także obszar pływów – ten ostatni utrzymał po 4 maja 1976 nazwę Mill Creek).